# Operazioni navali italiane nella prima guerra d'indipendenza
Con operazioni navali della prima guerra d'indipendenza si intende l'insieme di tutte quelle manovre militari e battaglie tra mezzi marini avvenute tra il marzo 1848 ed il marzo 1849 tra, Venezia, il Regno di Sardegna, il Regno delle due Sicilie, da una parte e l'impero austriaco dall'altra, durante la prima guerra di indipendenza italiana.

## La situazione delle forze navali Italiane

### L'effetto sorpresa
La rivoluzione e la prima guerra di indipendenza nel 1848 furono una vera e propria sorpresa per tutti. Restarono sorpresi gli austriaci che in pochi giorni persero tutto il Lombardo-Veneto (escluse le fortezze del Quadrilatero e parte della flotta, sorpresi gli stessi veneziani che non seppero approfittare del momento favorevole, sorpreso il Regno di Sardegna che aveva solo poche navi e si dovette adattare a fare una guerra anche sul mare, senza alcuna preparazione. A Roma poi fu massima la sorpresa quando il governo inviò truppe contro l'Austria, mentre il sovrano pontefice Pio IX disconosceva la guerra. Sorpreso fu il governo delle Due Sicilie dove Ferdinando II dichiarò guerra all'Austria e ritardò poi la partenza delle truppe e della squadra navale per pensare infine a come fare per richiamarle senza far sparare un solo colpo.

### Gli errori della marina veneta
All'epoca la marina austriaca si avvaleva dei porti di Trieste, Capodistria, Pola e Fiume, ma il porto principale era Venezia e per lo più la maggioranza degli equipaggi era costituita da veneti e dalmati. Il caso volle che alla data del 22 marzo solo pochissime unità fossero in porto a Venezia, consentendo così all'Austria di mantenersi il grosso della marina. Veneti erano la maggioranza degli addetti all'arsenale. Erano in porto a Venezia due corvette da 24 cannoni e due brigantini da 16 cannoni che passarono dalla parte del Governo veneziano; ben diversa sarebbe stata la storia di quella guerra se vi si fosse trovata la maggior parte della flotta imperiale. Non si pensò assolutamente a questo e, quando qualcuno lo fece, ciò fu fatto in modo del tutto ingenuo in quanto gli ordini di richiamo alle navi comandate e servite da veneti fu affidato ai comandanti delle navi del Lloyd di Trieste, che evacuarono le truppe austriache da Venezia a Trieste. Il Lloyd era una società austriaca, pertanto nessuno consegnò i messaggi e nessuna nave rientrò a Venezia.
Il 17 marzo 1848 nell'arsenale erano presenti in costruzione, riparazione o manutenzione 15 navi da guerra: una fregata da 40 cannoni, quattro corvette da 24 cannoni, sei brigantini da 16 cannoni, tre golette da 10 cannoni ed un piroscafo da 120 cavalli. Si trattava del famoso Pio IX che fu l'unico terminato ed utilizzato in squadra (oltre tutte le corvette e i brigantini che furono disponibili solo alle fasi finali dell'assedio). Per il resto, tutto fu sospeso (una fregata e tre golette), non si pensò neanche di armare le navi mercantili presenti in porto in buona quantità. Si costruirono o si adattarono imbarcazioni come cannoniere (circa 140) da utilizzare solo in laguna. Tutto ciò dimostrava la mancanza in Venezia di un personaggio che comprendesse la necessità di una vera forza navale e ne conoscesse poi l'utilizzo. Il contrammiraglio Bua, che comandava le quattro navi, seppur munito di tanta buona volontà, non si mostrò all'altezza del compito per il quale era stato promosso.
La forza navale austriaca, dopo un mese, sostituiti gli equipaggi, fu in grado di annunciare il blocco navale della città che, comunque, non sarebbe stata assolutamente in grado di mantenere se solo i veneziani avessero pensato ad approntare una forza equivalente. E ciò fu dimostrato quando, all'apparire all'orizzonte della flotta Napoletana, le navi austriache si ritirarono. 

Esse ignoravano, evidentemente, che il comandante napoletano retroammiraglio de Cosa, pur disponendo di una squadra alquanto consistente (cinque pirofregate, ovvero navi a vapore armate, due fregate, una corvetta ed un brigantino), salpando ai primi di maggio, aveva ricevuto da re Ferdinando l'ordine di non aprire il fuoco, salva l'evenienza di essere attaccato.

### La flotta piemontese
Il Piemonte all'epoca non poteva certo essere definito una potenza sul mare e, pur avendo acquisito la ex Repubblica di Genova nel 1814, era ancora presto per approfittare dell'esperienza delle sue maestranze che, pur applicate ad una buona flotta mercantile, avevano perso da anni l'esperienza di tradizioni guerriere. Nonostante tutto ciò la cantieristica genovese fece miracoli e, in due mesi soltanto, allestì quattro fregate, una corvetta, due brigantini e nove navi a vapore delle quali due soltanto classificabili come navi da guerra e le rimanenti come battelli da trasporto armati.
La piccola squadra venne affidata all'ammiraglio Albini, che raggiunse a Venezia il 22 maggio 1848, ove si congiunse con la squadra napoletana e la flottiglia veneta. 

La riunione delle tre flotte accese a Venezia l'entusiasmo generale, giacché esse, insieme, erano nettamente superiori alla forza della squadra austriaca. V'era, infine, un ammiraglio, l'Albini, che giungeva con ordini espressi di cercare e distruggere la flotta austriaca.

### La flotta Imperial Regia
Consistenza 1848

(16 navi da guerra operative per il blocco: tre fregate da 40 cannoni, due corvette da 24 cannoni, cinque brigantini da 16 cannoni, due golette da 10 cannoni e quattro piroscafi) 
- Fregata Carolina
- Fregata Medea
- Fregata Guerriera
- Corvetta Lipsia
- Brigantino Montecuccoli
- Brigantino Veneto
- Fregata Bellona
- (Fregata Lipsia poi Leipzig)
- (Fregata Veneto poi Pola)
- (Fregata Venezia poi Trieste)
- Legni da guerra Vulcano e Adria
- 6 bastimenti a vapore dei Lloyd (Arciduca Federico, Trieste,)

## Le operazioni in mare
Il 3 maggio 1848, l'Austria pubblicava il bando del blocco navale di Venezia ma le sue navi all'arrivo della flotta napoletana si erano ritirate, l'Albini appena giunto riunì gli ammiragli e li convinse ad effettuare un'azione congiunta contro la flotta austriaca che navigava tra le foci del Piave e del Tagliamento.
Quando le tre flotte riunite giunsero all'altezza della foce del Piave cadde completamente il vento, gli austriaci con tutte le navi a vapore rimorchiarono quelle a vela nel porto di Trieste sotto la protezione delle batterie costiere e dei forti così salvandosi dalla distruzione, ma quella bonaccia, se provvidenziale per gli austriaci, segnerà nel tempo la fine di Venezia.
Il giorno 23, le flotte italiane gettarono l'ancora davanti a Trieste e fino al 28 non successe nulla se non che i consoli di diversi stati della Confederazione tedesca fecero sapere ai comandanti italiani che eventuali atti di guerra contro il porto di Trieste sarebbero stati considerati atti di guerra contro i loro Paesi, tanto che neanche le cannonate provocatorie sparate il 6 giugno da una fregata austriaca ed il colpo di rimbalzo che colpì la San Michele convinse gli italiani ad aprire il fuoco.
L'11 giugno fu firmato dagli ammiragli sardo e veneto il bando di blocco del porto di Trieste, ma non da quello napoletano che già aveva ricevuto l'ordine di rientro da parte di Ferdinando II. Il bando, di fatto, restò quasi lettera morta in quanto sembrava che nessuno avesse voglia di sparare, molte navi con materiali strategici e truppe lo violarono, la flotta austriaca restò al sicuro in porto a Trieste fino a dopo l'armistizio di Salasco del 9 agosto. L'Albini rientrò a Venezia con la flotta e riuscì a trattenervisi fin oltre la partenza dei Regi commissari Colli e Cibrario e con l'ordine di trasportare in Piemonte, via mare, il corpo di spedizione piemontese comandato da La Marmora, costituito da circa duemila uomini; gli riuscì di temporeggiare fino al 9 settembre. L'Austria di conseguenza proclamò di nuovo il blocco di Venezia, ma non le riuscì mai di attuarlo completamente e non poté stroncare il traffico costiero con i rifornimenti di viveri alla città, provenienti dallo Stato Pontificio.
Alla fine di ottobre, a causa della mancata restituzione da parte austriaca al Piemonte dei materiali di assedio di Peschiera, la flotta piemontese ritornò a Venezia con una veloce puntata e successivo stazionamento in Ancona, dove restò fin dopo la battaglia di Novara, senza essere l'Albini avvertito della ripresa della guerra. Nel frattempo la flotta veneta d'altura si era arricchita della presenza in squadra del vapore Pio IX il quale inseguiva le navi austriache in alto mare e sparava contro di esse da eccessiva distanza e poi tornava a rifugiarsi in porto. Altrettanto strano il comportamento del rimanente della flotta veneta che non corse ad affondare il vapore austriaco Vesuvio incagliatosi alla foce dell'Adige, tanto che il giorno dopo, addirittura, due vapori austriaci disarmati corsero a disincagliarlo. Il mazziniano Francesco Dell'Ongaro pubblicò sul giornale veneziano “Fatti e Parole” lo strano comportamento del Comandante del Pio IX che, incrociato un mercantile austriaco, lo cannoneggiò a distanza senza fare danni e senza tentare di catturarlo, stante la totale assenza di altre navi austriache, ma la denuncia dei fatti valse al Dell'Ongaro l'allontanamento dalla città.
L'8 agosto 1849 la flotta veneta, in forze tali da poter benissimo contrastare quella austriaca, uscì in mare con lo specifico ordine di combattere, ma quando l'austriaca si ritirò in alto mare, i veneti rientrarono in porto il giorno 9, senza combattere. Correvano già voci di corte marziale ed accuse di tradimento, quando, due giorni dopo la flotta veneta riprese il mare, rientrando nuovamente in porto senza combattere e non muovendosi più fino alla resa.
Come abbiamo potuto vedere, la flotta veneziana, pur essendo di una consistenza tale da poter essere determinante nel conflitto, operò poco e male agli ordini dell'ammiraglio sardo Albini insieme alla flotta sarda. Da sola, non fece mai nulla di significativo, seppur gli equipaggi risultassero ottimi ed agguerriti. Le flottiglie lagunari parteciparono, invece, a tutte le sortite dei Veneziani sul litorale, consentendo la cattura di prigionieri e vettovagliamenti.

## Commento
Se si consultano i libri di testo scolastici, si è portati a pensare che la prima guerra di indipendenza sia stata dapprima e quasi esclusivamente una serie di operazioni per lo più di carattere terrestre e viene soprattutto messo l'accento sui fatti avvenuti tra l'Austria ed il Piemonte. Venezia e la sua resistenza, se pur citati, restano come avvolti in una nebbia di ricordi sbiaditi per cui il lettore non trova il modo di approfondire né è stimolato a farlo.
Venezia si ribellò per prima all'Impero Asburgico e precisamente il 17 marzo 1848. Infatti, quel giorno, dopo le notizie dei moti di Vienna, i veneziani iniziarono a protestare al fine di ottenere la liberazione di Daniele Manin e Tommaseo. La rivolta, oltre che veneziana si può definire, senza ombra di dubbio, anche italiana in quanto contribuirono ad essa, oltre ai cittadini delle città venete dall'Adige al Tarsia (meglio noto come Eneo), anche dalmati, napoletani, romani oltre a svizzeri, polacchi, ungheresi e perfino tedeschi. Insomma la difesa della città rappresentò, per tutte le nazionalità oppresse dall'impero, la difesa della bandiera della libertà, ma i veneziani, forse presi dalla gioia della riconquistata libertà, non rifletterono a sufficienza formando un governo esclusivamente composto da veneziani e proclamando la rinascita della Repubblica di San Marco, cosa che causò incomprensione e dubbi in Piemonte.
Venezia rifiutò di formare un governo unitario del Lombardo Veneto, né formò un governo con tutte le altre città venete che si erano ribellate al giogo austriaco.
Altro errore che possiamo definire gravissimo, ma non il solo, fu di consentire alle truppe austriache di lasciare la città con le proprie armi, a bordo dei vapori del Lloyd di Trieste, oltre a consentire l'allontanamento dei governatori austriaci militari e civili della città. Dette truppe disarmate e trattenute insieme ai propri Comandanti, avrebbero rappresentato ottimi ostaggi da poter scambiare con i militari veneti che l'impero utilizzava per la repressione dei moti rivoluzionari in Ungheria ed in Germania. Inoltre non si pensò assolutamente all'immediato richiamo delle navi della flotta austriaca che avevano equipaggi e comandanti per lo più veneziani o dalmati di origine veneziana cosicché l'Austria, una volta sostituiti gli equipaggi, si trovò nella condizione di poter ricostruire una buona marina da guerra. 
Prima il Solera fu a capo del Ministero della guerra, mentre era a capo di quello della marina il Paolucci, ma non esisteva a Venezia un ammiraglio capace di concepire un piano globale di guerra da utilizzare contro la marina austriaca. Le notevoli risorse a disposizione per la difesa della città furono utilizzate solamente nella difesa della laguna, dando poi la possibilità all'impero di giungere a poche miglia dalla città con le sue navi, lasciandogli libera la possibilità dell'iniziativa, ma, come vedremo, questo non sarà un errore solamente veneziano. È cosa nota il fatto che gli austriaci dopo lo scoppio dei moti a Vienna ed in tutte le province dell'Impero si erano trovati veramente sbandati, ma successivamente ripresero fiato dopo la sconfitta di Custoza.
L'anno successivo, dopo la definitiva sconfitta piemontese di Novara 23 marzo 1849, saltata la copertura francese, Venezia resistette ancora, ma dovette capitolare il 22 agosto 1849.